# Adhérence statique
Vous pouvez aider à l'améliorer ou bien discuter des problèmes sur sa page de discussion.
- Son texte doit être wikifié : il ne correspond pas à la mise en forme Wikipédia (style, typographie, liens internes, liens entre les wikis, etc.). (Marqué depuis mars 2025)
- La traduction doit être revue. Le contenu est difficilement compréhensible à cause d’erreurs de traduction, peut-être dues à l’utilisation d’un logiciel de traduction automatique. (Marqué depuis mars 2025)

Pour les articles homonymes, voir Adhérence et Adhérence (physique).

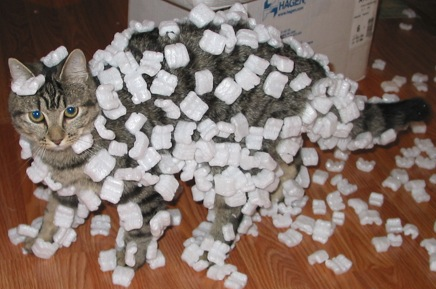
Les particules de calage (polystyrène) adhèrent à la fourrure du chat en raison de la charge d'électricité statique qui s'accumule sur sa fourrure à la suite de ses mouvements.

L'adhérence statique est la tendance des objets légers à coller à d'autres objets en raison de l'électricité statique. Ce phénomène est fréquent dans les vêtements, mais se produit également avec d’autres choses, par exemple la tendance de la poussière à être attirée et à coller aux objets en plastique.

## Cause et prévention
Dans les vêtements, l’adhérence statique se produit à cause de l’électricité statique. Une charge électrostatique s'accumule sur les vêtements à cause de l'effet triboélectrique lorsque des morceaux de tissu frottent les uns contre les autres, comme cela se produit notamment dans un sèche-linge. Les surfaces chargées positivement et négativement s'attirent mutuellement. Cela est particulièrement visible lorsque l’humidité est faible, ce qui permet à l’électricité statique de s’accumuler. Certaines substances peuvent réduire l’électricité statique et sont souvent incluses dans les assouplissants et les feuilles de séchage. Des agents antistatiques, qui rendent les surfaces légèrement conductrices, peuvent être utilisés sur les tissus.

### Appareils électroniques
L'accumulation de poussière causée par l'électricité statique est un problème important pour les ordinateurs et autres appareils électroniques dotés de composants générateurs de chaleur qui doivent être refroidis par flux d'air. La poussière est transportée dans l'ordinateur par le flux d'air créé par les ventilateurs du boîtier et des composants. La poussière accumulée recouvre les surfaces métalliques et obstrue l'espace vide entre les ailettes des dissipateurs thermiques, diminuant la dissipation de la chaleur et interrompant le flux d'air chaud vers l'extérieur. En particulier pour les composants critiques tels que les microprocesseurs et les banques de mémoire, cela augmente le risque de surchauffe qui peut résulter par l’endommagement ou la destruction de l’objet. Pour compenser, les ventilateurs contrôlés automatiquement augmenteront leur vitesse, générant plus de bruit et raccourcissant leur durée de vie. Un risque supplémentaire est la (faible) conductivité électrique de la poussière qui, en cas d'accumulation suffisante de poussière, peut causer des dommages critiques aux composants internes de l'appareil. L’accumulation de poussière augmente de manière exponentielle, car la poussière accumulée crée de nouvelles surfaces statiques et des blocages physiques sur lesquels la nouvelle poussière peut s’accrocher.

## Dans la publicité
Les publicitaires des zones urbaines, désireux d’utiliser des techniques de guerilla marketing, se sont tournés vers l’affichage statique comme support de distribution. Dans une campagne publicitaire pour le service Internet MSN 8 de Microsoft, le 24 octobre 2002, des centaines d'autocollants du logo papillon de MSN ont été apposés sur des surfaces à New York et le New York Times a rapporté que c'était l'électricité statique qui les maintenait en place.